# Равнеш
Равнеш је насељено место у саставу општине Шандровац у Бјеловарско-билогорској жупанији, Република Хрватска.

## Историја
До територијалне реорганизације у Хрватској налазио се у саставу старе општине Бјеловар.

## Становништво
На попису становништва 2011. године, Равнеш је имао 117 становника.

## Попис1991.
На попису становништва 1991. године, насељено место Равнеш је имало 200 становника, следећег националног састава:
| Попис 1991.‍  | Попис 1991.‍  | Попис 1991.‍ | Попис 1991.‍ | Попис 1991.‍ |
| ------------ | ------------ | ----------- | ----------- | ----------- |
|              |              |             |             |             |
| Хрвати       | Хрвати       |             | 115         | 57,50%      |
| Срби         | Срби         |             | 50          | 25,00%      |
| Југословени  | Југословени  |             | 18          | 9,00%       |
| неопредељени | неопредељени |             | 14          | 7,00%       |
| непознато    | непознато    |             | 3           | 1,50%       |
| укупно: 200  |              |             |             |             |